# サウスイースタン

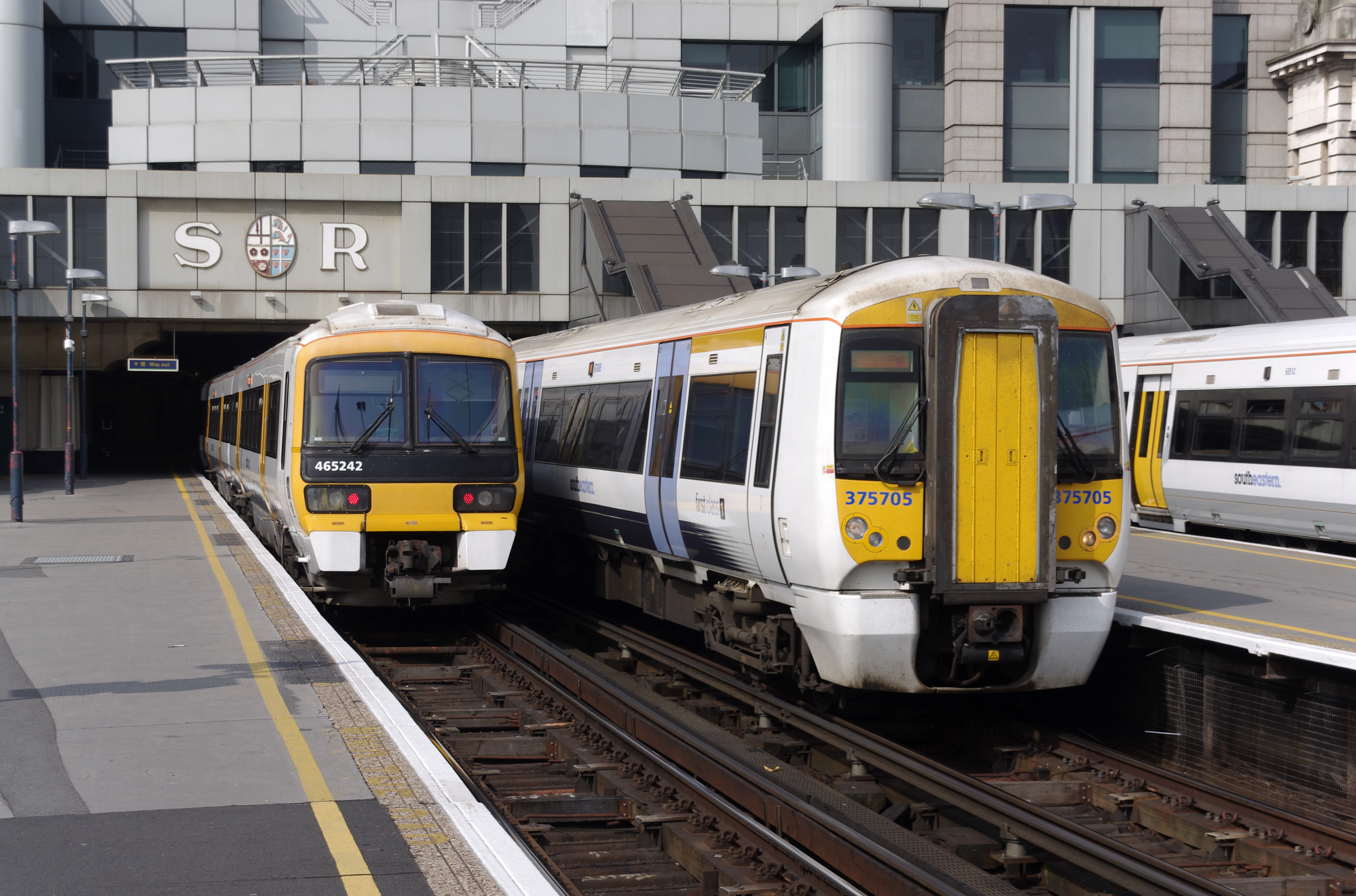
465形と375形（チャリング・クロス駅、2011年）

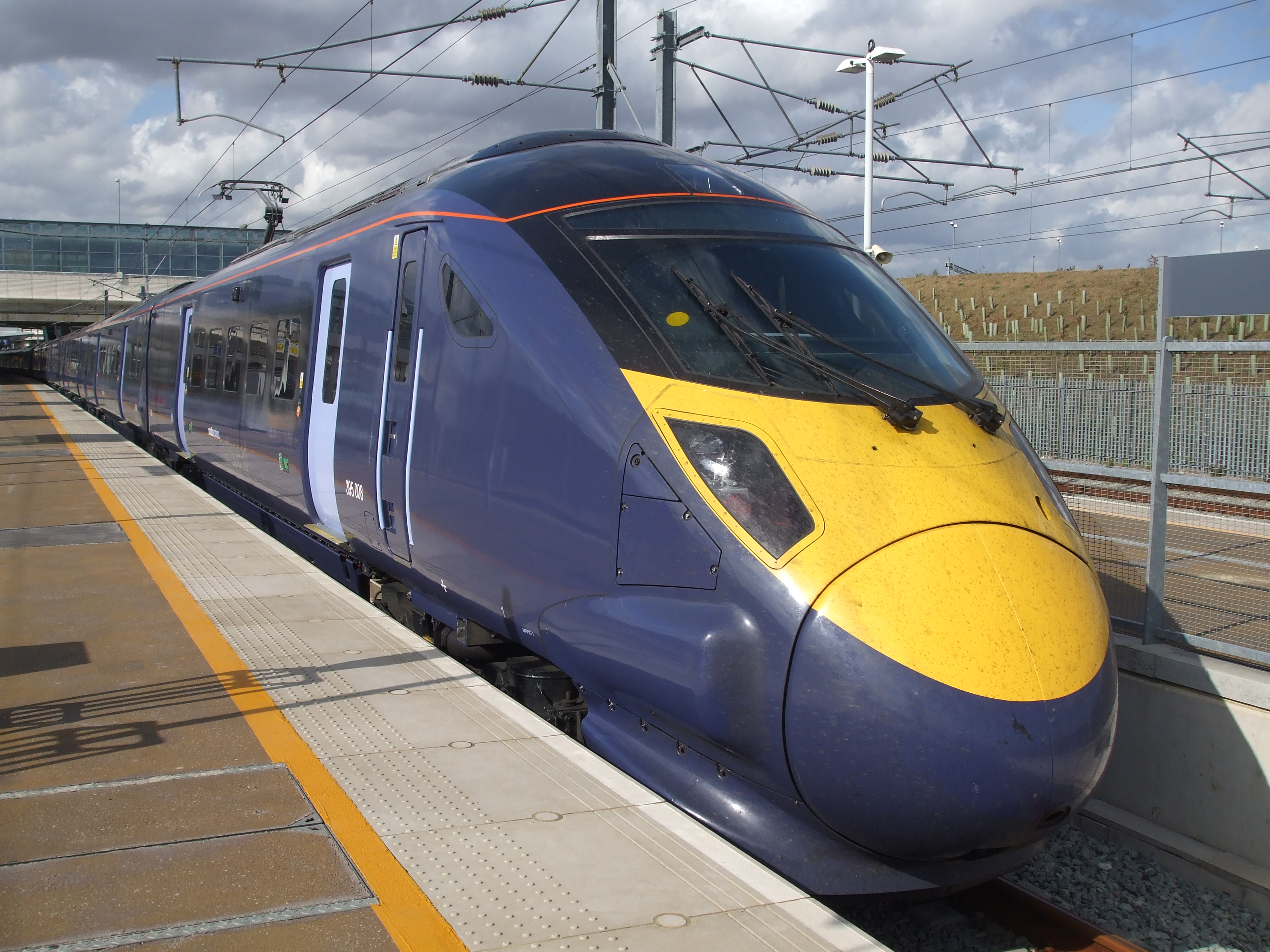
395形（エブスフリート国際駅、2009年）

サウスイースタン（Southeastern）は、イギリスの列車運行会社で、ロンドンを起点に南東ケント州へと向かう電車路線を運営している。正式社名はLondon & South Eastern Railway Limitedだが、ブランド名としてはもっぱらサウスイースタンが使われている。
2006年4月1日よりGovia社の下での営業。Goviaはロンドンなどバス運行を手がけるゴー＝アヘッド・グループとフランスの公共交通運営会社のKeolisの合弁会社である。

## 歴史
現在、サウスイースタンが運行する路線は、イギリス国鉄民営化前はネットワーク・サウスイーストの一部分であった。民営化に伴い、1996年よりフランス系のコネックスがコネックス・サウス・イースタン(Connex South Eastern)という名前で営業していたが、2003年11月9日、戦略鉄道庁はコネックスの財務面の問題を理由にフランチャイズ運行契約を打ち切った。その後は戦略鉄道庁直轄のサウス・イースタン・トレンズとして、新しいIntegrated Kent Franchiseの運営事業者が決まるまで事実上、再国営化された。
このIntegrated Kent Franchiseの競争入札にはGoviaの他、バス鉄道大手のファーストグループ(en:FirstGroup)、デンマーク国鉄とステージコーチの合弁会社、GNERと香港MTRの合弁会社が入札に参加した。

## 運行形態
ロンドンのロンドン・ヴィクトリア駅、チャリング・クロス駅、ブラックフライアーズ駅、キャノン・ストリート駅をターミナルとし、南東部のケント州やイースト・サセックス州へ向かう路線網を有する。
2009年の12月から、ロンドンのセント・パンクラス駅からCTRLを通り、アシュフォードやケント州の湾岸沿いへと向かう高速列車を運行している。使用車両は日本の日立製作所が製造した395形で、高速新線では最高速度225km/h（140mph）で運転されている。2012年のオリンピック開催時は、395形による会場シャトル輸送列車「オリンピックジャベリン」が運行された。